# Musée scientifique

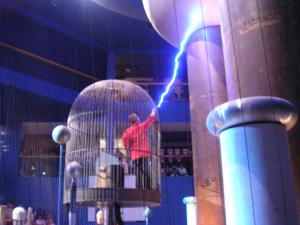
Expérience d'éclair artificiel au Science Museum de Boston.

Les musées scientifiques sont des musées consacrés principalement aux sciences et aux techniques, à distinguer des muséums plus particulièrement consacrés à l'histoire naturelle. Historiquement, ils présentent des collections fixes d'œuvres ou d'objets liés à la géologie ou encore à l'industrie. La tendance actuelle des musées modernes est d'élargir les sujets et de proposer de nombreuses expériences didactiques ou interactives. La plupart de ces centres modernes sont des lieux de découvertes dans lesquels la technologie prend une place de plus en plus grande.

## Histoire
Dès le début de la Renaissance, beaucoup d'aristocrates collectionnaient les curiosités pour distraire leurs amis. Les Universités et particulièrement les facultés de médecine entretenaient également des collections de spécimens pour leurs étudiants. Ces collections sont les prédécesseurs des musées d'histoire naturelle modernes. Le musée de l'université d'Utrecht, entre autres, continue de présenter une importante collection de raretés animales et humaines du XVIIIe siècle dans leur arrangement d'origine.
Une autre étape importante dans la genèse des musées scientifiques fut la révolution industrielle, avec ses grandes expositions nationales destinées à prouver le succès commun de la science et de l'industrie. On peut citer par exemple l'exposition universelle du Crystal Palace (1851) qui donna finalement naissance au Science Museum de Londres.
Aux États-Unis de nombreuses sociétés d'histoire naturelle ont créé au début du XIXe siècle leurs collections qui depuis sont devenues des musées. On peut citer par exemple le musée de la Science de Boston, ouvert en 1864.
Le pionnier des musées scientifiques interactifs modernes semble avoir été le Deutsches Museum de Munich au début du XXe siècle. Ce musée possédait des objets en mouvements et encourageait les visiteurs à actionner les leviers et appuyer sur les boutons. Le concept a été ramené aux États-Unis par Julius Rosenwald, dirigeant de Sears, Roebuck and Company, qui a visité le Deutsches Museum en 1911. L'expérience l'a tellement intéressé qu'il a construit un musée similaire à Chicago, le musée des sciences et de l'industrie de Chicago, ouvert graduellement entre 1933 et 1940.

## Exemples de musées modernes
Quelques-uns des plus importants musées des sciences dans le monde sont :

### Europe

#### Allemagne
- Le Deutsches Museum à Munich.

#### Autriche
- Le musée d'histoire naturelle de Vienne.

#### Espagne
- Le musée des sciences Prince-Philippe de la Cité des arts et des sciences de Valence (Espagne).

#### France
- Le Palais de la découverte à Paris.
- Le musée des Arts et métiers, Conservatoire national des arts et métiers à Paris.
- La Cité des sciences et de l'industrie à Paris.
- L'Exploradôme à Vitry-sur-Seine.
- Le Vaisseau à Strasbourg.
- Le Visiatome, site de découverte et d'information sur la radioactivité.
- Vulcania près de Clermont-Ferrand, musée consacré aux sciences de la Terre et de l'Univers.
- Le musée de la préhistoire du Grand-Pressigny.
- Le musée Ampère près de Lyon.

La cité de l'économie et de la monnaie, Citéco, à  Paris

#### Italie
- Le Museo di Storia della Scienza de Florence, qui présente la plupart des instruments originaux de Galilée.

#### Pays-Bas
- Le Deltapark Neeltje Jans à Vrouwenpolder (Pays-Bas).
- Le Museon (en) de La Haye.
- Le Nemo à Amsterdam.
- Le musée Teyler à Haarlem (Pays-Bas).
- Le musée Boerhaave à Leyde, Pays-Bas.

#### Royaume-Uni
- Le Science Museum de Londres, mondialement connu comme « The Science museum ». À la différence de beaucoup d'autres institutions, le Science Museum est d'abord un musée historique et non un lieu de démonstration (bien qu'il contienne aussi de telles installations).
- Le Museum of the History of Science (en), de l'université d'Oxford.
- Le Our Dynamic Earth à Édimbourg, spécialisé en sciences de la Terre.
- Le Centre for Life (en) de Newcastle.

#### Monaco
- Le musée océanographique de Monaco.

#### Norvège
- Le Norwegian Museum of Science and Technology (en) d'Oslo.

#### Pologne
- Le Centre Copernic de Varsovie.

#### Suisse
- Technorama - The Swiss Science Center à Winterthour, Suisse.

### Amérique latine

#### Argentine
- Centro Cultural de la Ciencia (C3)à Buenos Aires
- Museo de física à Buenos Aires
- Museo de mar de Ajó, Buenos Aires
- Museo Interactivo de ciencia, tecnología y sociedad imaginario, Buenos Aires
- Museo Nacional del Petróleo à Comodoro Rivadavia
- Polo Científico Tecnológico, Buenos Aires
- Tecnópolis, Buenos Aires

#### Bolivie
- Museo Nacional de Historia Natural à La Paz

#### Brésil
- Museu de Ciencias Naturais / Jardim Zoológico de Brasilia à Brasilia
- Planetario da Universidade Federal de Goiás à Goiás
- Casa da Ciência e Cultura de Campo Grande à Campo Grande
- Museu de Arqueologia e Etnologia à Salvador
- Museu do Homem Americano à São Raimundo Nonato
- Bosque da Ciencia / Instituto Nacional de Pesquisas da Amazônia à Manaus
- Planetario de Rio de Janeiro
- Museu Aeroespacial à Rio de Janeiro
- Musée national du Brésil à Rio de Janeiro
- Museu Histórico Nacional, Rio de Janeiro
- Parque CienTec à São Paulo

#### Chili
- Centro Interactivo de Ciencias, Artes y Tecnología à Coronel
- Museo Interactivo Mirador à Santiago

#### Colombie
- Parque Explora (en) à Medellín
- Museo Interactivo EPM (en) à Medellín
- Maloka à Bogota
- Musée national de Colombie à Bogotá.
- Planetario de Bogotá

#### Costa Rica
- Musée La Salle des Sciences Naturelles à San José

#### Cuba
- Museo Nacional de Historia Natural à La Havane

#### Méxique
- Museo de ciencias ambientales à Guadalajara
- Museo del Acero (en) à Monterrey, Monterrey
- Universum Museo de las Ciencias de l'université nationale autonome du Mexique à Mexico

#### Uruguay
- Ciencia Viva à Montevideo
- Laboratorio Tecnológico del Uruguay à Montevideo

### Amérique du Nord

#### États-Unis
- L'Institution Smithsonian, en particulier le Musée de l'Air et de l'Espace à Washington (district de Columbia)
- L'Exploratorium à San Francisco, Californie
- The Tech Museum of Innovation (en) à San Jose, Californie
- Le California Science Center à Los Angeles, Californie
- Le Reuben H. Fleet Science Center à San Diego, Californie
- Le Science Museum of Minnesota (en) à Saint-Paul, Minnesota
- Le Museum of Science à Boston, Massachusetts
- Le St. Louis Science Center à Saint-Louis, Missouri
- Le Museum of Science and Industry à Chicago, Illinois
- L'Oregon Museum of Science and Industry à Portland, Oregon
- Le Franklin Institute à Philadelphie, Pennsylvanie
- Le Liberty Science Center (en) à Jersey City, New Jersey
- L'Houston Museum of Natural Science à Houston, Texas
- Le Pacific Science Center (en) à Seattle, État de Washington
- Le Denver Museum of Nature and Science à Denver, Colorado
- COSI (en) à Columbus dans l'Ohio,
- Le New Detroit Science Center à Détroit, Michigan
- Le Science Museum of Virginia (en) à Richmond, Virginie
- Le Musée de l'histoire de l'ordinateur (Computer History Museum) à Mountain View (Californie)

#### Canada
- L'Ontario Science Centre à Toronto, Ontario
- Le Science Nord et le Dynamic Earth dans Greater Sudbury, Ontario
- Le Science World at TELUS World of Science à Vancouver, Colombie-Britannique
- Le Centre des sciences de Montréal à Montréal, Québec
- Le Telus World of Science Edmonton

### Asie et Océanie

#### Australie
- Le Powerhouse Museum à Sydney, Australie
- Le Questacon à Canberra, Australie

#### Hong Kong
- Le Hong Kong Science Museum à Hong Kong, Chine

#### Nouvelle-Zélande
- le Musée du transport et de la technologie  dans la cité d' Auckland dans l'Île du Nord de la Nouvelle-Zélande

#### Singapour
- Le Singapore Science Centre (en) à Jurong East (en), Singapour

#### Thaïlande
- Le National Science Museum (en) de Pathum Thani, Thaïlande